# Abdijhoeve van Papinglo

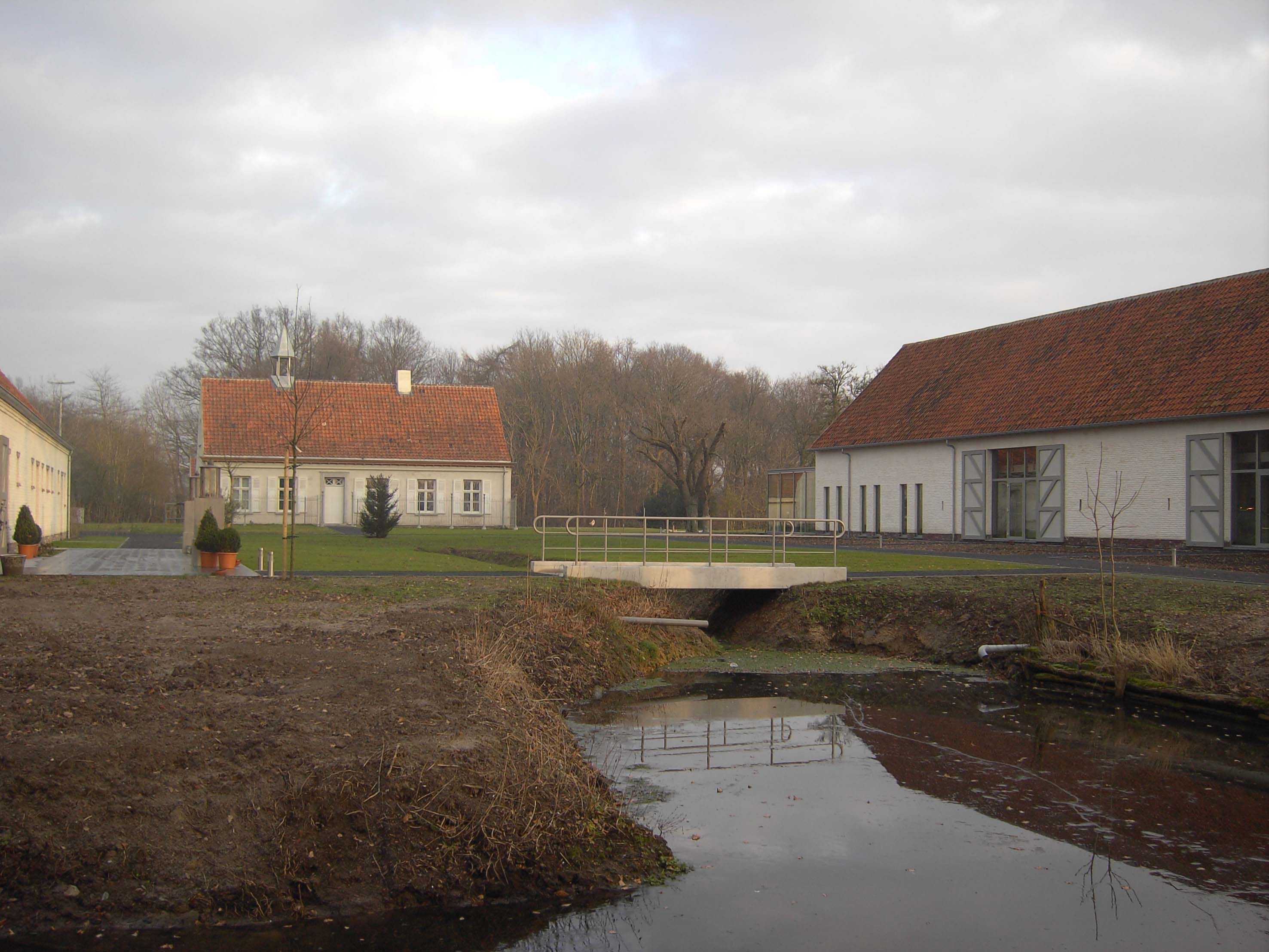
De historische hoeve Papinglo. De gebouwen uit 1756 werden in 2007 gerestaureerd.

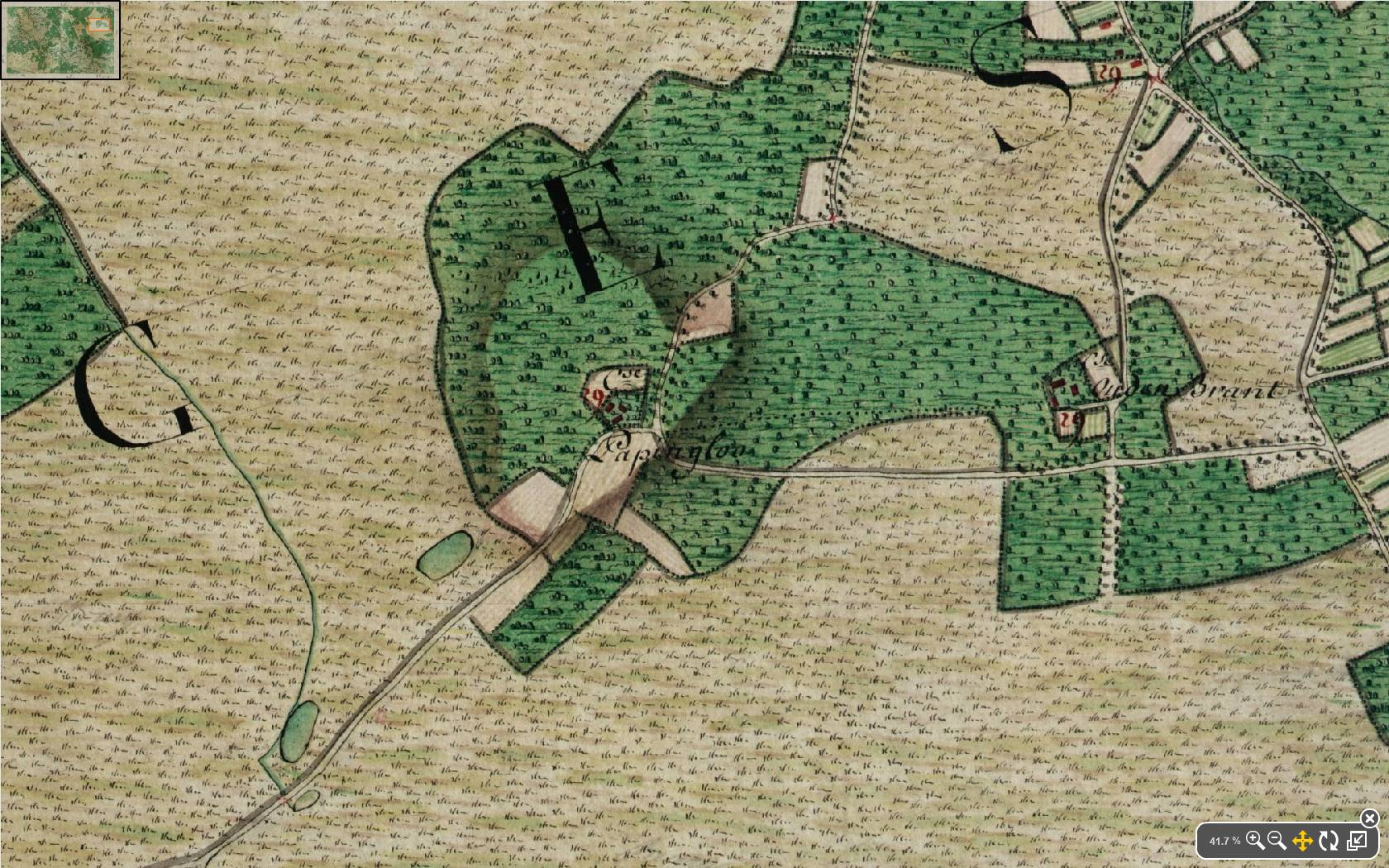
Papinglo op Ferrariskaart

De abdijhoeve van Papinglo situeert zich in Maldegem-Kleit, op de zuidelijke hoek van de Kleitkalseide (oude baan) en de N44, door vele toeristen gekend als verbindingsweg tussen Aalter en Maldegem richting Knokke.
Het domein Papinglo, waarvan de eerste schriftelijke verwijzing terug te vinden is in een document uit 1170, is gesitueerd in het Maldegemveld, in de 12e eeuw nog een woeste heidegrond die gaandeweg in cultuur werd gebracht, samen met de Drongengoedhoeve (Ursel) en de Burkelhoeve (Kleit).
Tot aan het einde van de 15e eeuw was Papinglo een typisch religieuze nederzetting met bijhorende kapel, diverse priesters, lekebroeders en zusters. Vanaf 1187 tot 1537 konden de omwonenden mis horen in de kapel van de proosdij, in 1476 werd de kapel verkleind. Er was ook een kerkhof aanwezig waar edellieden werden begraven. Papinglo werd omschreven als een heuse proosdij behorend tot de Sint-Baafsabdij.

## Pachthoeve
Vanaf de 16e tot midden 18e eeuw werd het domein omgevormd tot een pachthoeve, echter met gering succes gezien de middelmatige kwaliteit van de in cultuur gebrachte gronden. In 1756 werd de hoeve, zoals ze tot voor kort bestond, opgetrokken en werd de ontginning van hout en turf met succes aangevat. De Franse Revolutie betekende het einde van deze activiteit.
In de 20e eeuw werd de hoeve - als landbouwbedrijf - uitgebaat door de familie Bottelier-Dhaenens en toen de enige twee overgebleven zonen in 1999 bij een verkeersongeluk op de N44 om het leven kwamen, was dit het einde van de uitbating.
Het gerestaureerde centrale gebouw werd opgericht in 1756 ongeveer op die plaats waar de vroegere kapel met torentje stond. Die was toen reeds buiten gebruik en deed dienst als schuur en later als woning. In 2007 kreeg het zijn huidige uitzicht.

## Hotel
Ondertussen is de hoeve omgebouwd tot een hotel-restaurant. De schuur werd afgebroken en is nu een hotel, de stal een restaurant en de woning blijft zijn functie behouden. Niettegenstaande het domein Papinglo niet de kern is waaruit Kleit is ontstaan, heeft het sinds de Middeleeuwen een belangrijke aantrekkingskracht uitgeoefend om zich in de omgeving ervan te willen vestigen. De Kleitse bevolking heeft zich dan ook steeds nauw betrokken gevoeld met Papinglo, vandaar ook de wens het domein in stand te houden. Kleit is steeds een deel van Maldegem gebleven zonder een zelfstandige gemeente te zijn, wel had de parochie vanaf 1863 een eigen kerk.